# Tratado Gutiérrez-Terán
Tratado Gutiérrez-Terán es un tratado de límites marítimos de Costa Rica con Ecuador. Al definir los límites de Derecho del mar en cuanto al concepto de mar patrimonial o zona económica exclusiva hace que Costa Rica y el Ecuador sean países limítrofes en el Océano Pacífico, debido a la proyección generada a partir de la isla costarricense del Coco. 
Para establecer la frontera entre los dos países, el 12 de marzo de 1985 los cancilleres de Costa Rica y Ecuador (Carlos José Gutiérrez Gutiérrez y Édgar Terán, respectivamente) suscribieron en Quito un convenio sobre delimitación de áreas marinas y submarinas.